# Friederike & Uwe
Friederike Dopheide, geborene Friederike von der Weppen (* 9. Dezember 1968 in Würzburg), und Uwe Wulz (* 8. August 1965 in Feldkirchen-Westerham) sind ein deutsches Künstlerpaar, das unter dem Label Friederike & Uwe arbeitet.
Es studierte an der Akademie der Bildenden Künste München und arbeitete seit 1994 zusammen. Die Künstler setzen sich in ihren Werken primär mit Kitsch, Konsum und Medien auseinander und konzentrieren sich dabei auf die Bereiche Gestaltung von Bildobjekten, Performance und Video-Kunst. Sie persiflieren dabei nicht nur ihre Themen, sondern häufig auch sich selbst. Bei ihren Pixelbildern nutzen sie häufig die verfremdende Wirkung von ministeck-Mosaiken. Ihre Arbeiten waren nicht nur in deutschen Städten wie z. B. Berlin, München, Köln, Frankfurt am Main, Mannheim, sondern auch international in Sacramento, Helsinki, Paris und Lausanne zu sehen.

## Einzelausstellungen
- 1997 „F&U Art-Shop“, (Akademiegalerie, München)
- 2001 „Friederike & Uwe“, (Galerie Kunst oder Reklame, München)
- 2002 „Living Room“ (Lothringer13,Städtische Kunsthalle München)
- 2004 „Pixelschau“ (Stadtgalerie im Stadtmuseum Deggendorf)
- 2005 „Serious“ (Kunstarkaden des Kulturreferats, München)
- 2006 „Sklaven küsst man nicht“ (Neue Galerie Landshut)
- 2007 „Plastik“, Himmelfahrtskirche, München
- 2008  „Exhibition“ (Kunstpavillon im Alten Botanischen Garten, München)
- 2009  „Pixelschau“, (Stadtgalerie im Stadtmuseum Deggendorf)
- 2010  „Überschwämmung“, (Klohäuschen an der Großmarkthalle, München)
- 2010 „PixelGames“, (Neuer Kunstverein Regensburg)
- 2010 „Pixel Deluxe“, (Neue Galerie Landshut e.V.)
- 2024 „Friederike & Uwe: dreißig“, (halle50, Städtisches Atelierhaus am Domagkpark, München)

## Sammelausstellungen
- 1999 „Junge Kunst“ (Haus der Kunst, München)
- 2000 „Die ersten Jahre der Professionalität 19“ (BBK, München)
- 2002 „Happy Hours“ (Galerie Voelcker und Freunde, Berlin)[1]
- 2004 „Wunder der Prärie“ (Internationales Festival, Mannheim)
- 2006 „Berliner Kunstsalon“ (Berlin)
- 2010 „Sklaven küsst man nicht“, Gruppenausst., Kunstarkaden des Kulturreferats (München)
- 2012 „OLYMPIA & Kunst München 1972 – 2012“, Gruppenausst., TAG Gallery (München)
- 2012 „Festival Préavis de Désordre urbain“, Friche la Belle de Mai (Marseille)
- 2012 „victualis“, Gruppenausst., Aspekte-Galerie (München)
- 2012 „Favoriten“, Gruppenausst., Henninger-art (München)
- 2014 „Kaltes klares Wasser“, Schloß Hartmannsberg bei Bad Endorf (Obb.)
- 2014 „Licht und Schatten“, Kunstsalon FMDK, Ägyptisches Museum (München)
- 2015 „Kunst auf Lager“, Kunstraum van Treeck, Henninger-art (München)
- 2015 „Zwischentöne“, Kunstsalon FMDK, Ägyptisches Museum (München)
- 2015 „Underdox“, Internationales Filmfestival (München)
- 2015 „Jahresgaben“, Kunstverein (München)
- 2016 „Zeiträume“, Henninger-Art (München)
- 2016 „Farbe und Raum“, Kunstsalon FMDK, Ägyptisches Museum (München)
- 2016 „lost images“, Gruppenausstellung mit Annegret Bleisteiner und Wolfgang L. Diller, Galerie im Ganserhaus (Wasserburg am Inn)
- 2017 „In Schönheit sterben“, Die Färberei, München
- 2018 „Lost Images“, Liebenweinturm (Burghausen)

## Preise und Förderstipendien
- 2000 Reisestipendien für die USA und Finnland des Kulturreferats München
- 2001 Projektstipendium der Landeshauptstadt München
- 2003 „green.box“, 1. Preis beim Kunst-am-Bau-Wettbewerb QUIVID des Münchner Baureferats
- 2004 Katalogförderung der LfA Förderbank Bayern, München
- 2004 Ankauf durch die Bayerische Staatsgemäldesammlungen für die Pinakothek der Moderne, München
- 2005 Atelierförderprogramm der Regierung von Oberbayern
- 2005 Projektförderung der Erwin-und-Gisela-von-Steiner-Stiftung, München